# Лайфкастинг

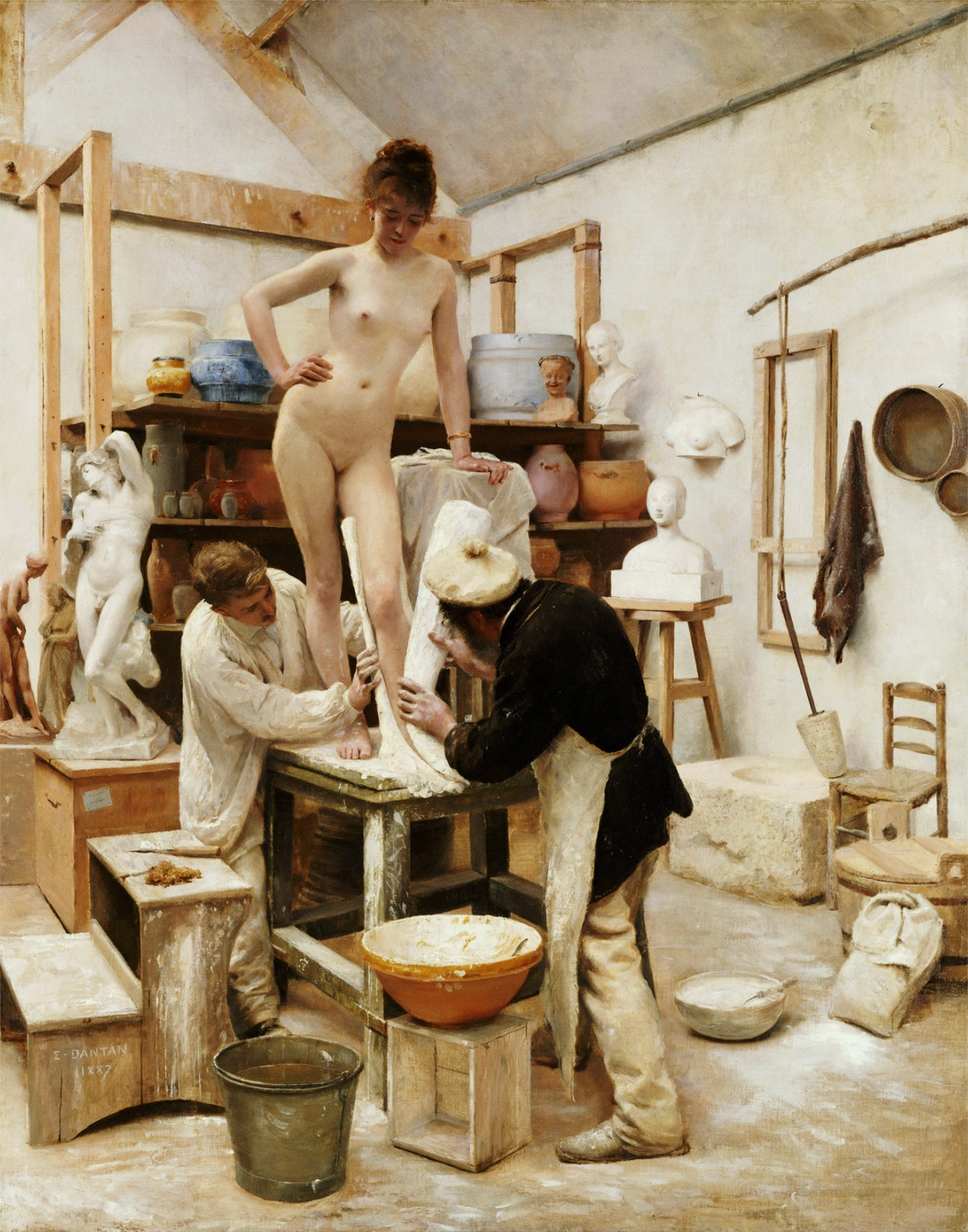
Лайфкастинг

Лайфкастинг (англ. Lifecasting) — процесс создания трёхмерной копии живого человеческого тела или его части при помощи специальных формовочных материалов и заливки литейным материалом.
В редких случаях лайфкастинг также используют на живых животных.
Наиболее распространёнными объектами являются торсы, лица и руки, животы беременных, хотя возможно копировать любые части тела. Лайфкастинг обычно ограничивается частью тела, но в то же время возможно создание копии всего тела. По сравнению с другими трехмерными изображениями людей, особенностью лайфкастинга является высокий уровень реализма и детализации. Лайфкастинг может копировать такие малые детали, как отпечатки пальца и поры кожи.

## Процесс
Технология создания трёхмерной копии состоит из следующих этапов:
1. Подготовка модели. На кожу и волосы модели наносят маслянистое вещество (вазелин) для предотвращения прилипания формовочной смеси.
2. Позиционирование модели. Модель принимает нужную стационарную позу (и остаётся в этой позе, пока форма будет нанесена а потом удалена). Можно использовать приспособления поддержки для фиксации модели.
3. Формовка модели. На поверхность тела модели наносят формовочный материал в виде густой жидкости, которая принимает форму тела. Части тела могут быть погружены в контейнер с формовочным материалом.
4. Этап укрепления и схватывания. Для придания жёсткости форме на неё наносится закрепляющий материал, и выдерживается заданное время для его схватывания.
5. Удаление формы. После достижения необходимой прочности формы её удаляют с тела модели.
6. Сборка формы. Если форма была создана из нескольких частей, то их соединяют вместе. Форма сама по себе может быть изменена или модифицирована.
7. Заливка формы. В готовые формы заливают жидкий литейный материал и выдерживают в форме до полного затвердевания.
8. Выемка изделия. После того как литейный материал приобрёл форму пресс-формы и затвердел в полном объёме, его осторожно удаляют из формы. Пресс-форма может сохраняться, но часто это не делают, в результате чего получается единственная в своём роде работа. Силиконовые формы можно использовать много раз.
9. Финишная отделка. Применяют для придания изделию декоративного и товарного вида. Заключается в снятии лишнего литейного материала, шлифовке, покраске.

## Материалы для формовки и литья
На разных этапах лайфкастинга применяют различные материалы. Для создания формы применяются формовочные материалы, такие как альгинаты и силиконы. Менее распространённые — воск, желатин. Для укрепления формы наиболее популярными материалами являются гипсовые повязки.
Наиболее часто используемые материалы для литья — гипс и гипсовый цемент, различные глины, бетон, пластмассы и металл, также лёд, стекло и даже шоколад.

## Применение
Лайфкастинг позволяет создавать точные копии любых частей тел человека, работы могут иметь художественную и личную ценность. Лайфкастинг практикуется в промышленности для создания макетов, в кино и телевидении — для изготовления реквизита и аниматроники. Лайфкастинг находит медицинское применение в создании и установке протезов.
Беременные женщины часто хотят иметь на память отливку их туловища и живота на 35-й — 38-й неделе беременности, чтобы запомнить их формы.
Посмертная маска представляет собой похожий процесс, с основной разницей, что она создана с лица мёртвого человека. Они были распространены и в более ранние времена.